# تری ملچر
تری ملچر (انگلیسی: Terry Melcher؛ ۸ فوریهٔ ۱۹۴۲ – ۱۹ نوامبر ۲۰۰۴) یک موسیقی‌دان اهل ایالات متحده آمریکا بود.